# Parcul Kromlau

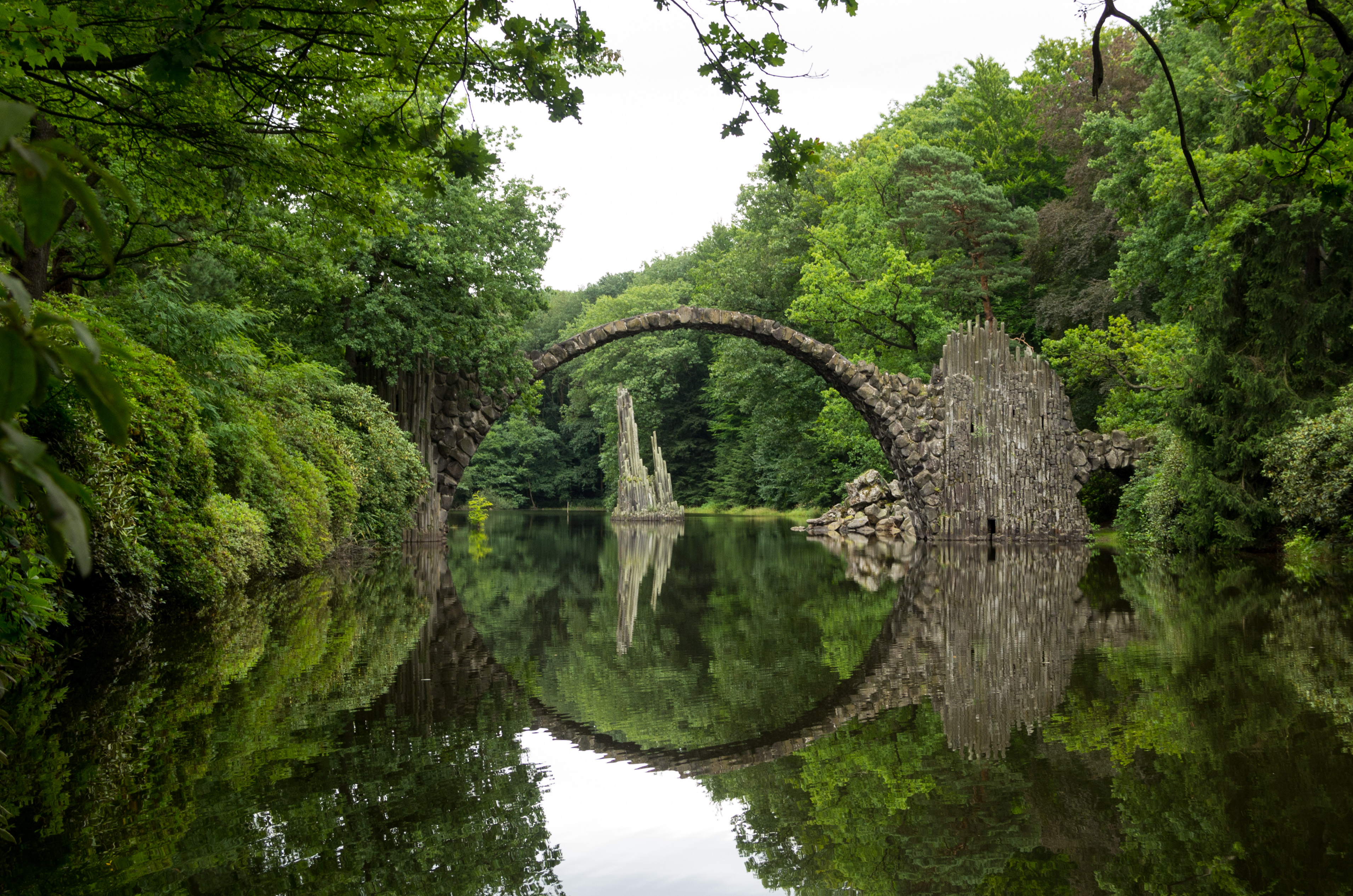
Podul Rakotzbrücke

Parcul de Azalee și Rhododendron „Kromlau” (în germană Azaleen und Rhododendronpark Kromlau) este un parc cu o suprafață de 81 ha din Gablenz, Saxonia, Germania. A fost plantat în secolul al XIX-lea și este un exemplu de grădină peisagistică engleză, conținând mai multe iazuri mici și lacuri.
O atracție turistică populară din cadrul parcului îl reprezintă Rakotzbrücke (cunoscut și sub numele de Teufelsbrücke, adică „Podul Diavolului”), un pod special construit pentru a crea un cerc atunci când este reflectat în apa de sub el.